# Taira no Kagekiyo

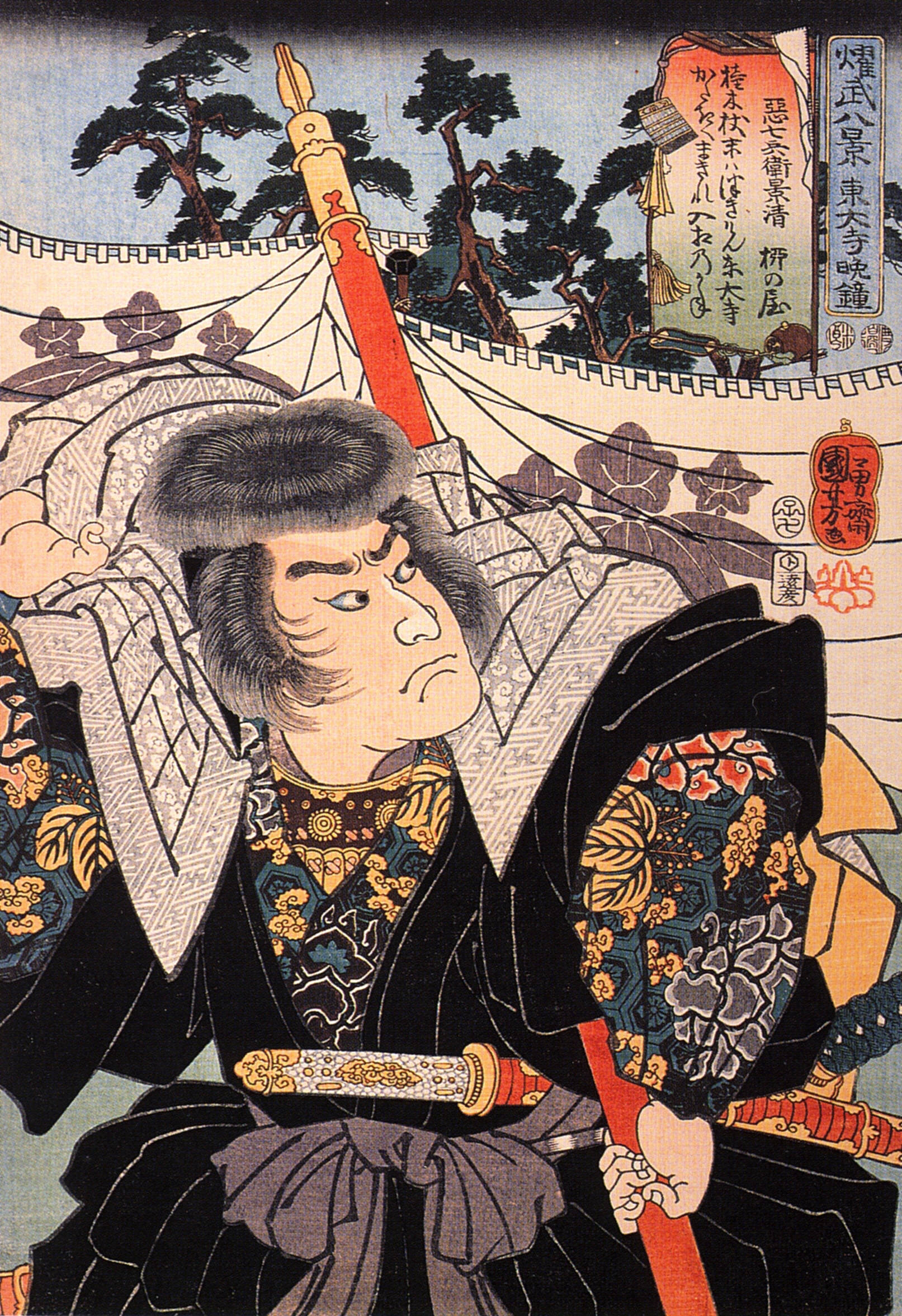
Taira no Kagekiyo, impresión hecha en madera realizada por Utagawa Kuniyoshi.

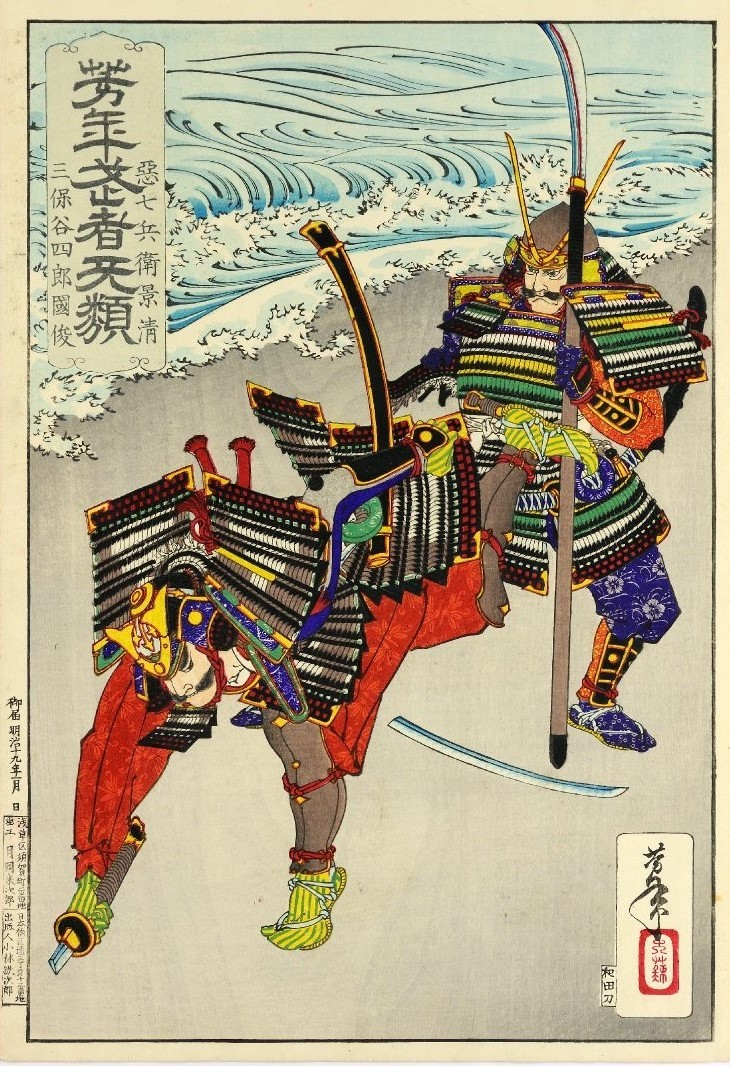
Kagegiyo (a la derecha) por Tsukioka Yoshitoshi

Taira no Kagekiyo (平 景清) (murió en el año 1196), también conocido como Kazusa no Shichirō (上総 七郎), fue un samurái del clan Taira que formó parte de la Guerra Genpei de Japón, luchando en contra del clan Minamoto.
Fue hijo biologicó de Fujiwara no Tadakiyo. Su nombre original fue Fujiwara no Kagekiyo (藤原 景清), pero fue adoptado por los Taira y tras cambiar su apellido optó por servirles de forma leal el resto de su vida. En 1156, jugó un papel importante en el ascenso al trono del Emperador Go-Shirakawa , y más tarde, durante la Guerra Genpei, buscó, sin éxito, asesinar al jefe del Clan Minamoto, Minamoto no Yoritomo.
Kagekiyo es quizás más reconocido por su aparición en el undécimo capítulo del poema épico Heike Monogatari (La historia de Heike) durante la Batalla de Yashima, en la sección llamada "El Caído Arco" (弓流).  En dicha batalla el agarra el protector de cuello del guerrero Mionoya no Juro para evitar su escape; Mionoya logra escapar de la vista de Kagekiyo, escondiéndose de la batalla detrás de un caballo aliado. Entonces, Kagekiyo, apoyado en su lanza, exclama "Usted debe haber oído hablar de mí hace mucho tiempo. Obsérveme ahora con sus propios ojos! Yo soy el hombre conocido por los jóvenes como Akushichibyōe Kagekiyo de Kazusa!" Kagekiyo, a continuación, se retiró de la batalla.
El fue capturado durante un enfrentamiento en la batalla de Dan-no-ura en el año 1185. En el año 1196, murió de hambre en la nueva capital de Kamakura.
En el juego de arcade Genpei Toumaden, él es retratado como un fantasma que ha resucitado de entre los muertos con el fin de destruir Yoritomo.